# Cryptinglisia patagonica
Cryptinglisia patagonica är en insektsart som beskrevs av Granara de Willink 1999. Cryptinglisia patagonica ingår i släktet Cryptinglisia och familjen skålsköldlöss. Inga underarter finns listade i Catalogue of Life.